# فيرودين بي فيزيروف
فيرودين بي جمال بى أغلو فيزروف (1850-1925) كان قائدًا عسكريًا إمبراطوريًا روسيًا وأذربيجانيًا حائزًا على وسام برتبة لواء. في الجيش الإمبراطوري الروسي، كان قائد السرب الرابع من فوج دراغون الخامس عشر، وقائد فوج نوفوترويتسكو-ييكاترينوسلافسكي العاشر دراغون.

## حياته
ولد فيرودين بي جمال بى أغلو فيزروف في تاريخ 19 أبريل عام 1850 في عائلة نبيلة في تبليسي. كان والده، جمال بي ميرزا إسمايل أغلو منظما لجلسة المحكمة في تبليسي وكانت والدته السيدة أسمت ربة البيت. تلقى فيرودين بي أول تعليمه في المدرسة الثانوية الكلاسيكية في تبليسي.
في مايو 1919، تلقى عرضًا من جمهورية أذربيجان الديمقراطية وانضم إلى جيشها. خدم في جمهورية أذربيجان الديمقراطية كقائد لباكو ورئيس حامية مدينة باكو.
على الرغم من اعتقال فيرودين بك عدة مرات بعد احتلال أبريل، تم إطلاق سراحه لاحقًا. أخيرًا، تم إعدامه في 30 يونيو 1925 في باكو.   